# Ambassidae
Ambassidae é uma família de peixes da subordem Percoidei, superfamília Percoidea.

## Géneros
- Ambassis Cuvier in Cuvier & Valenciennes, 1828.
- Chanda Hamilton, 1822.
- Denariusa Whitley, 1948.
- Gymnochanda Fraser-Brunner, 1955.
- Parambassis Bleeker, 1874.
- Pseudambassis Bleeker, 1874.
- Tetracentrum Macleay, 1883.